# 레키아 보이드 피살사건
레키아 보이드 피살 사건은 미국 일리노이주의 20대 흑인 여성이 시카고 경찰의 백인계 경관 단테 서빈이 쏜 총에  2012년 3월 21일 맞아 숨진 사건이다.

## 사건 발생
2012년 3월 21일 새벽 오전 약 한 시쯤, 전날 야간근무 후 비번으로 쉬고있던 시카고시 경관 단테 서빈은 흑인 다수 거주지역인 론데일 근처의 공원에서 열 명 안팎의 사람들이 모여 소란을 피우고 있다며 신고를 한 뒤 그 장소로 자진 출동하였다. 현장에 도착한 서빈 경관은 당시 더글러스 공원에 모여있는 흑인 시민 네 명을 추궁할 목적으로 접근했고, 이는 곧 말다툼으로 이어졌다. 당국의 공식 사건 보고서와 언론보도에 따르면, 이 경관은 그중 한 남성이 총을 소지하고 있다는 추측하에 그들을 향해 총격을 시작했고, 총탄은 다가오던 39세 흑인 남성 안토니오 크로스의 손과 그 옆에 같이 있던 22세 흑인 여성 레키아 보이드의 머리에 맞았다. 보이드와 함께 있던 측근들의 말에 의하면, 경관은 크로스 씨가 들고있던 휴대전화기를 총기로 오인 한 뒤 먼저 총격을 가했다고 언론에 전해졌다. 그리고 당시 사건현장에 있던 목격자들 또한  "경관에게 총을 겨눈 사람은 없었다"고 증언했다.

## 결과
머리에 총상을 입은 보이드씨는 인근 병원으로 옮겨졌으나 다음 날 사망했다. 손에 총상을 입은 크로스씨는 경범죄와 폭행 등의 혐의로 기소됐다.사건 현장 조사후, 총기류는 결국 발견되지 않았다. 그럼에도 불구하고, 시카고 경찰 당국은 경관의 행동을 자신의 안전 보호를 위한 처단이였다고 옹호하였고, 이에 따라 정당방위로 볼 수 있다는 입장을 고수하였다.

## 공식 수사와 판결
참고로, 보이드의 피살은 이른 해에 미국 전역을 뜨겁게 달구었던 흑인소년 트레이본 마틴의 총격사건 후 약 한달만에 벌어진 사건으로 언론의 집중 보도, 사회의 비난과 반경찰 시위를 피할 수 없게 되었다. 한편, 일리노이주 검찰은 서빈 경관을 그 해 11월 과실치사 혐의로 기소했다. 그러나, 2015년 4월, 미국 법원은 피고인이 무모하게 행동했다는 사실을 검찰이 입증해보이지 못했으며 이에 따라 과실치사 혐의의 적용이 잘못됐다는 이유로 기소를 전면 기각했다. 이에 따라, 서빈 경관은 무고한 시민의 생명을 앗아 갔음에도 불구하고 총기 난사와 관련된 법정 처벌과 책임을 전적으로 면하게 되었다.

## 같이 보기
- 조지 플로이드 사망 사건

- 트레이번 마틴 피살 사건

- 마이클 브라운 총격 사건
- 압디라만 압디 사망사건
- 아다마 트라오레 사망사건

- 에릭 가너 피살 사건

- 퍼거슨 불온사태

- Black Lives Matter